# Ozawkie (Kansas)
Ozawkie est un village américain situé dans le comté de Jefferson, au Kansas. Selon le recensement de 2010, sa population est de 645 habitants.